# Ctenus longicalcar
Ctenus longicalcar là một loài nhện trong họ Ctenidae.
Loài này thuộc chi Ctenus. Ctenus longicalcar được Otto Kraus miêu tả năm 1955.